# Cent setze
El nombre 116 (CXVI) és el nombre natural que segueix el nombre 115 i precedeix el nombre 117.
La seva representació binària és 1110100, la representació octal 164 i l'hexadecimal 74.
La seva factorització en nombres primers és 2²×29; altres factoritzacions són 1×116 = 2×58 = 4×29; és un nombre 3-gairebé primer: 2 X 2 X 29 = 116.

## En altres dominis
- És el nombre atòmic del livermori.
- És un nombre d'Erdős-Woods.[2]